# Club Deportivo Santurtzi Kirol Elkartea

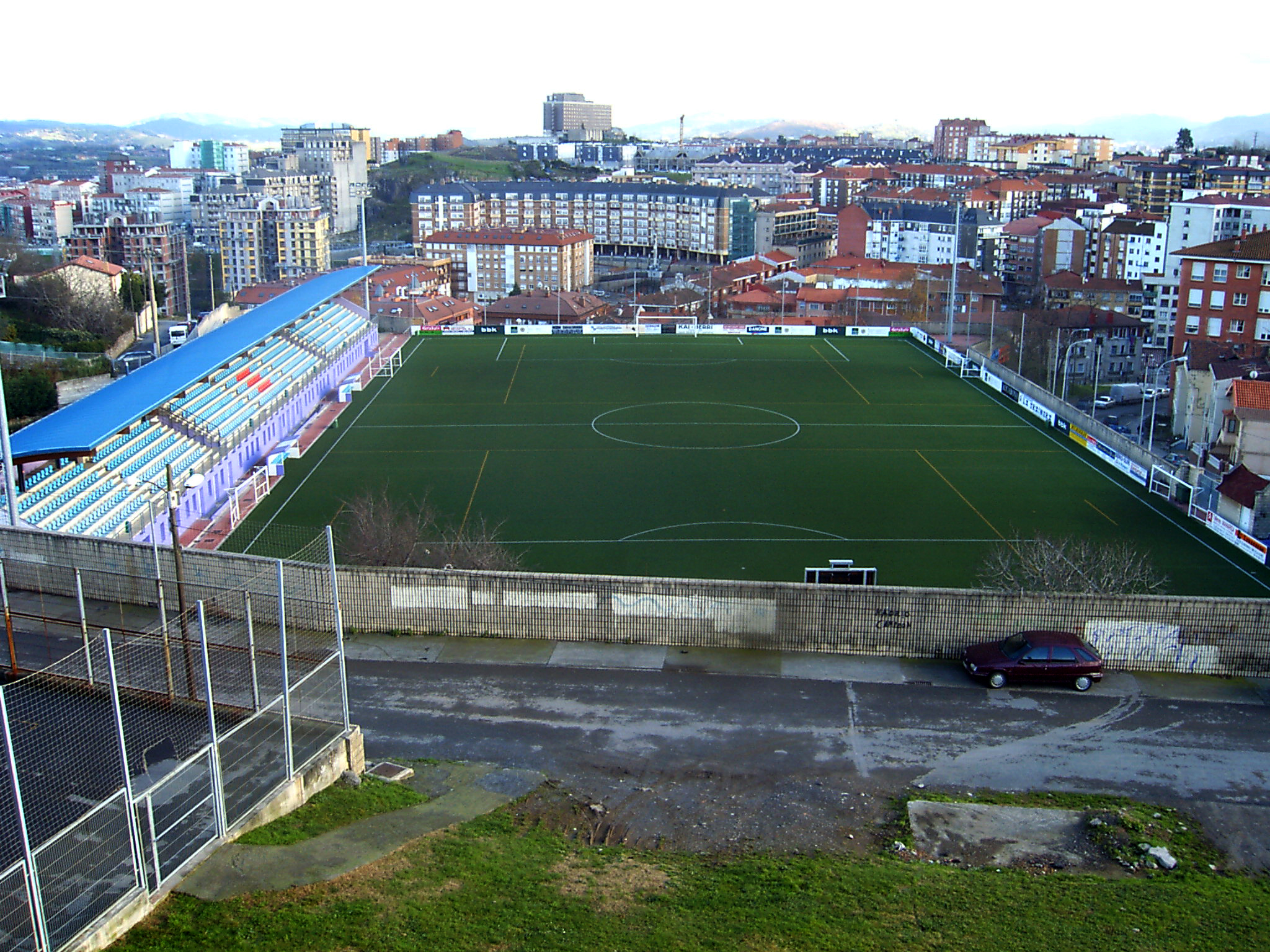
Campo municipal San Jorge

El Club Deportivo Santurtzi Kirol Elkartea es un club de fútbol de Santurce, Vizcaya, España. Fue fundado en 1952 y compite en Tercera División, aunque llegó a estar cuatro temporadas en Segunda División B.

## Historia
En 1921 se fundó el Sparta Club en Santurce, el primer club de futbol de municipio. En sus dos primeros años de vida jugó 56 partidos, de los cuales ganó 26. En 1922, jugaron contra el equipo inglés S. Andree y ganaron 4-0. En ese mismo año, también se fundó el equipo femenino del Sparta Club. El club finalmente desapareció, como muchos otros, debido al inicio de la guerra civil, en el año 1936.
En 1952 se fundó el actual Club Deportivo Santurce. Comenzó a jugar en categorías regionales en la temporada 54-55 y en 1961 ascendió a Tercera División, donde permaneció 7 años. Las mejores temporadas fueron la 1962-63 y la 1963-64, pues acabó cuarto, y en la primera temporada estuvo a punto de entrar en la fase de ascenso. En 1968 descendió y estuvo 14 años en la categoría regional, salvo la temporada que estuvo en Tercera División, la 1975-76.
En 1982 ascendió de nuevo a Tercera División y fueron campeones en la temporada 1983-84, pero no lograron ascender, pues perdieron en los play-offs contra el C.D. Orense. El ascenso a Segunda División B se consumó en la temporada 1988-89, de nuevo siendo campeón. Los resultados en la nueva categoría fueron discretos y en 1993 perdieron la categoría. De nuevo no les fue bien en Tercera División y descendieron a la categoría regional.
Entre 2006 y 2011 volvieron a estar en Tercera División. En la temporada 2013-14 fue campeón de la División de Honor y actualmente juega en Tercera División.

## Estadísticas
Incluyendo la temporada 2017-18.
- Temporadas en Primera División: 0
- Temporadas en Segunda División: 0
- Temporadas en Segunda División B: 4
- Temporadas en Tercera División: 31
- Mejor clasificación: 12° (Segunda División B, temporada 1989-90)

### Clasificaciones de las últimas temporadas
| Temporada | División                     | Clasificación |
| --------- | ---------------------------- | ------------- |
| 2004-05   | División de Honor de Vizcaya | 1°            |
| 2005-06   | Tercera División             | 12°           |
| 2006-07   | Tercera División             | 7°            |
| 2007-08   | Tercera División             | 9°            |
| 2008-09   | Tercera División             | 14°           |
| 2009-10   | Tercera División             | 12°           |
| 2010-11   | Tercera División             | 18°           |
| 2011-12   | División de Honor de Vizcaya | 12°           |
| 2012-13   | División de Honor de Vizcaya | 3°            |
| 2013-14   | División de Honor de Vizcaya | 1°            |
| 2014-15   | Tercera División             | 10°           |
| 2015-16   | Tercera División             | 15°           |
| 2017-18   | Tercera División             | 14°           |

## Palmarés
- Tercera División (2): 1984, 1989.
- División de Honor de Vizcaya (4): 1975, 2005, 2014, 2024.

## Trofeos amistosos
- Trofeo Ategorri: (2) 1982, 2011

## Jugadores destacados
- Isidoro Urra Fernández
- José Manuel Urra López
- Francisco Javier Luke Bermúdez
- Nerea Nevado Gómez
- Crescencio Cuéllar
- José Luis González
- Jorge Sánchez
- Unai Expósito
- Eñaut Blanco (el gorila de San Juan)
- Jon Aranbarri (Aranba)

- Datos: Q519501